# Ufiti
Ten artykuł dotyczy stworzenia, którego istnienia nie potwierdza współczesna zoologia.
Ufiti (z języka nyanja mfiti „duch”) – rzekomy nieznany nauce gatunek małpy człekokształtnej z Afryki Środkowej, kryptyda. Znana również pod nazwami Fireti lub Ogo.
Zwierzę zostało zaobserwowane po raz pierwszy w listopadzie 1959 roku nad jeziorem Niasa w Malawi przez robotników pracujących przy naprawie mostu nad zatoką Nkhasa. W lutym następnego roku J. Leonardowi Goodwinowi udało się zrobić jego zdjęcie. Przypominające swoim wyglądem szympansa stworzenie miało prawie 6 stóp wzrostu, czarną skórę twarzy, uszy, stóp i dłoni, krótkie i gęste futro. Ufiti posiadał także srebrno ubarwiony grzbiet, charakterystyczny dla dorosłych samców goryla, niewystępujący natomiast u szympansów.
Jedyny, żeński okaz Ufiti został schwytany w marcu 1963 roku i wysłany do Chester Zoo w Anglii. Zwierzę padło po miesiącu z powodu komplikacji zdrowotnych, nie przeprowadzono żadnych szczegółowych jego badań. Nie zanotowano też żadnych nowych doniesień z Malawi na temat obserwacji kolejnych okazów.
Ponieważ najbliższe szympansy żyją w regionie jeziora Tanganika, zoologowie podejrzewają, iż Ufiti mógł być zabłąkanym okazem, który samotnie powędrował na południe. Spekuluje się także, że mógł to być przedstawiciel nieznanego dotychczas nauce podgatunku szympansa, być może reliktowy okaz dawnej populacji środkowoafrykańskiej.